# Einsiedelei Sankt Verena

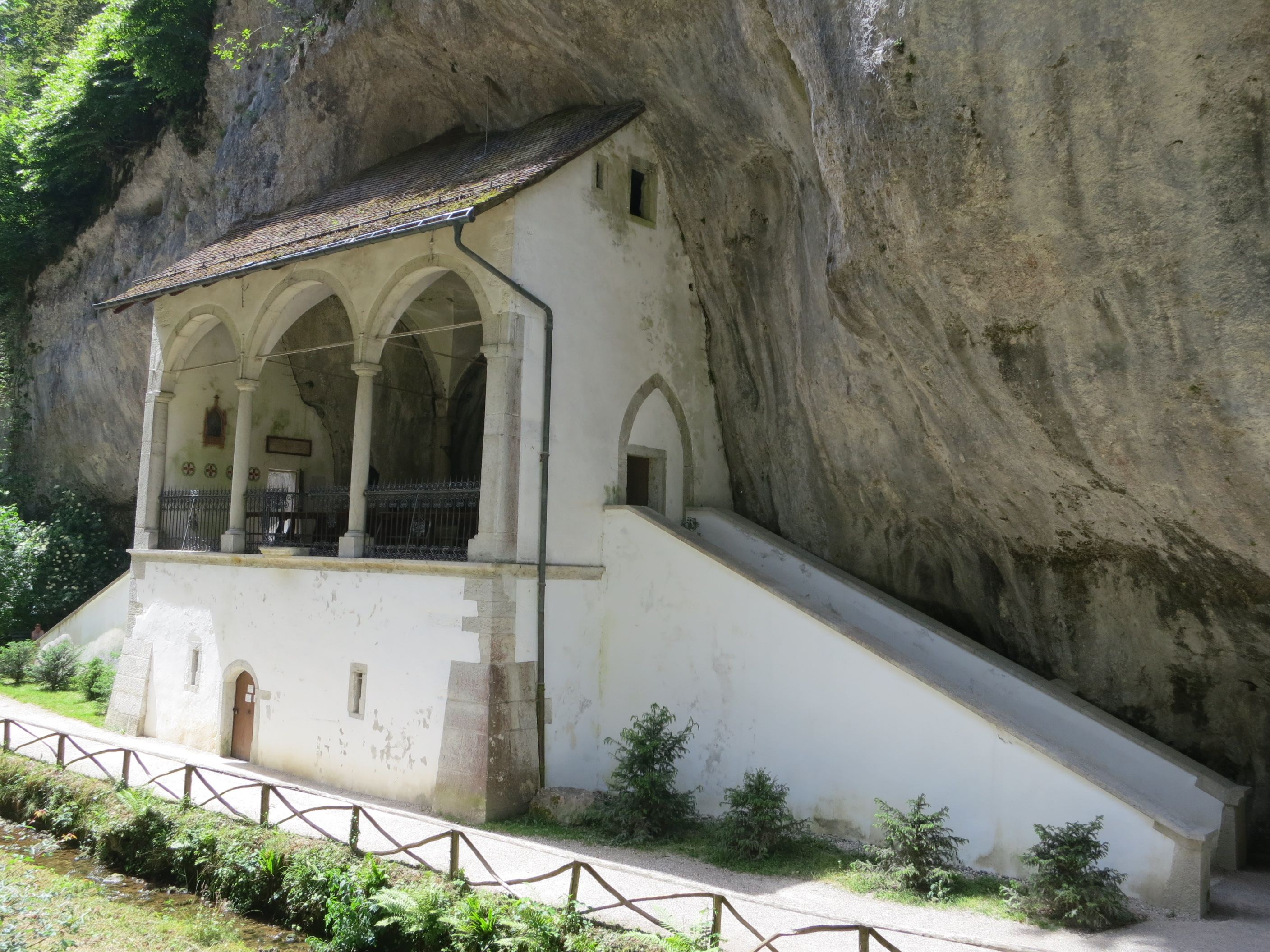
Verenakapelle

Die Einsiedelei Sankt Verena ist eine der heiligen Verena geweihte Eremitage in der Verenaschlucht bei Solothurn, auf dem Gebiet der Gemeinde Rüttenen in der Schweiz.

## Geschichte
Eine der beiden Kapellen stammt teilweise aus dem 12. Jahrhundert und ist damit das zweitälteste Bauwerk Solothurns. 1442 ist zum ersten Mal ze sant Frenen der Wohnsitz eines Einsiedlers bezeugt. Ende des 18. Jahrhunderts wurde die Schlucht, ähnlich der Eremitage von Arlesheim bei Basel und dem Felsengarten Sanspareil in Oberfranken (Deutschland), zu einem Landschaftsgarten der romantischen Stilphase ausgestaltet und ein beliebtes Naherholungsziel. Verantwortlich hierfür war vor allem der französische Diplomat Louis Auguste Le Tonnelier de Breteuil.
Im 19. Jahrhundert brachte man zahlreiche Tafeln und Gedenksteine zur Erinnerung an berühmte Solothurner Persönlichkeiten dort an, was ihr den Charakter einer «Ruhmeshalle» unter freiem Himmel verlieh. Zu diesen Persönlichkeiten zählt neben Breteuil beispielsweise der Geologe Amanz Gressly. Der Weg durch die Verenaschlucht und die Einsiedelei wurden im Inventar historischer Verkehrswege der Schweiz als Weg von nationaler Bedeutung aufgenommen.
Der Lebensunterhalt des Einsiedlers wird nach jahrhundertealter Gewohnheit von der Bürgergemeinde Solothurn finanziert. Im Jahr 2014 belief sich das auf monatlich 2000 Franken. Mit Sr. Verena Dubacher lebte seit 2009 erstmals eine Eremitin in der Einsiedelei. Ihr Vorgänger war Br. Johannes Leutenegger. Ihre Nachfolgerin von Mitte 2014 bis Anfang 2016 war Sr. Benedikta Sigel. Am 26. September 2016 wurde Michael Daum als neuer Einsiedler gewählt.

## Sehenswürdigkeiten
- Einsiedelei
- Magdalenengrotte
- Arsenius-Brünnchen
- freistehende Skulpturengruppe mit Getsemani-Szene
- Verenakapelle mit Heiligem Grab

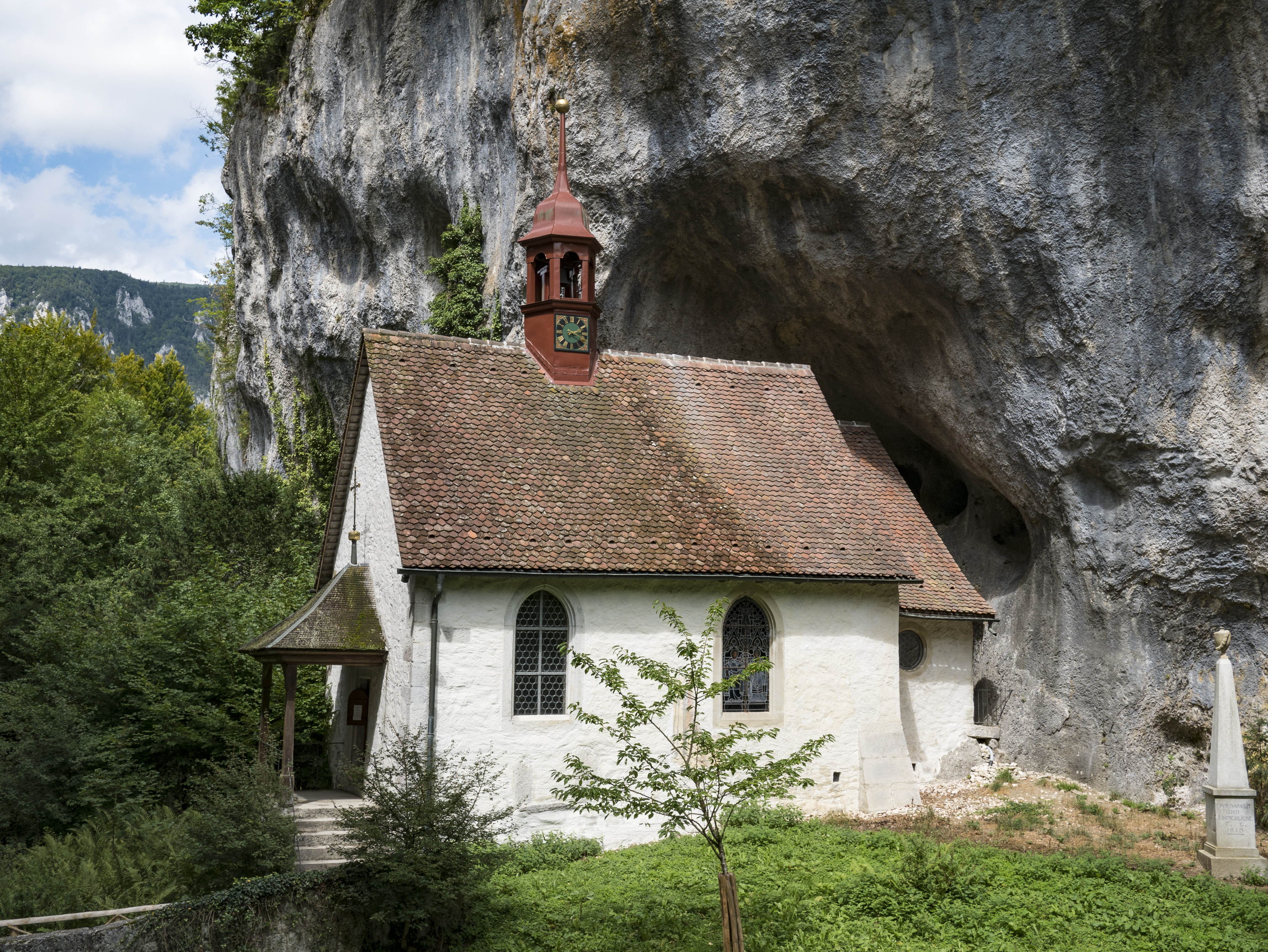
Martinskapelle
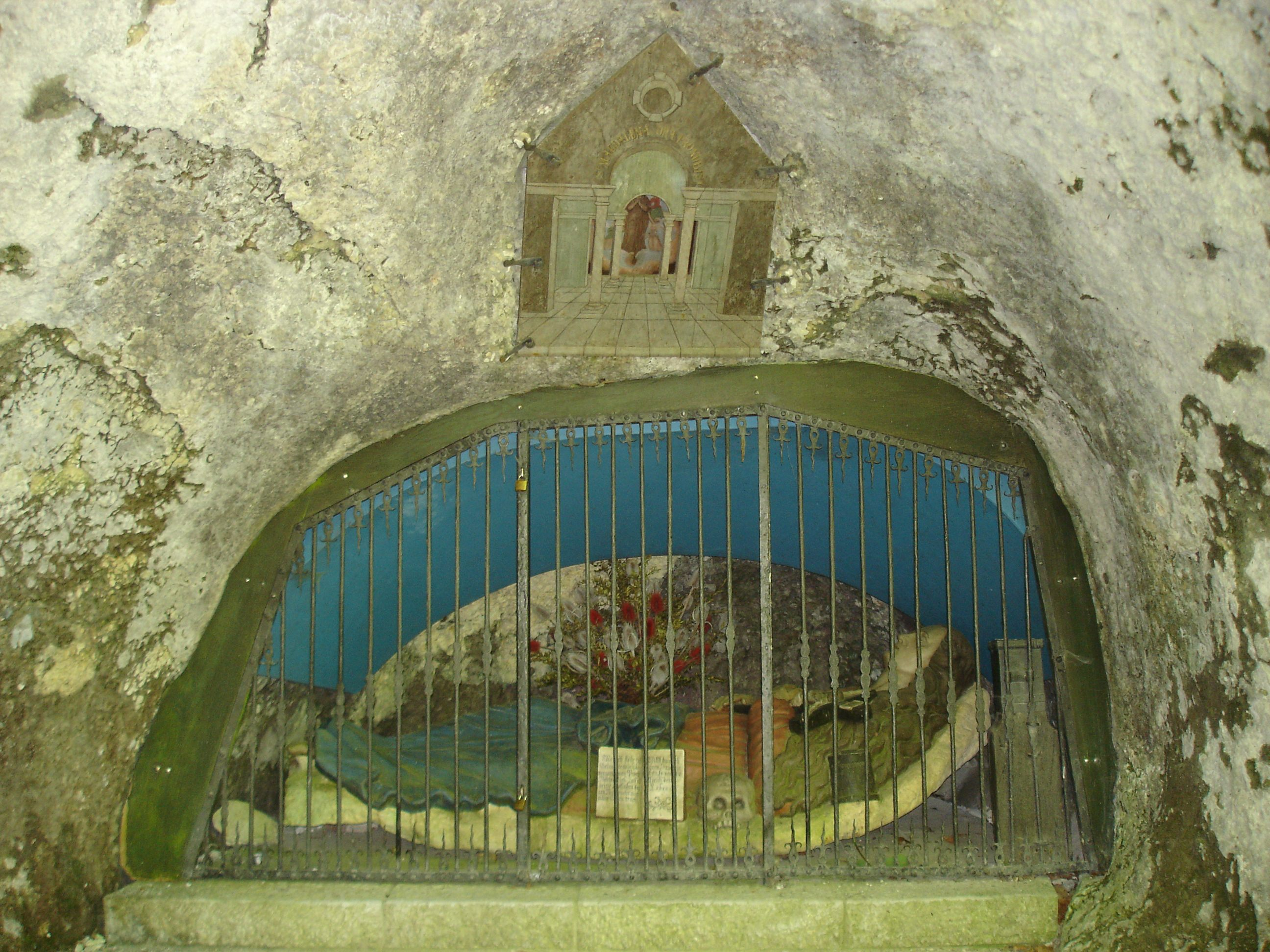
Magdalenengrotte
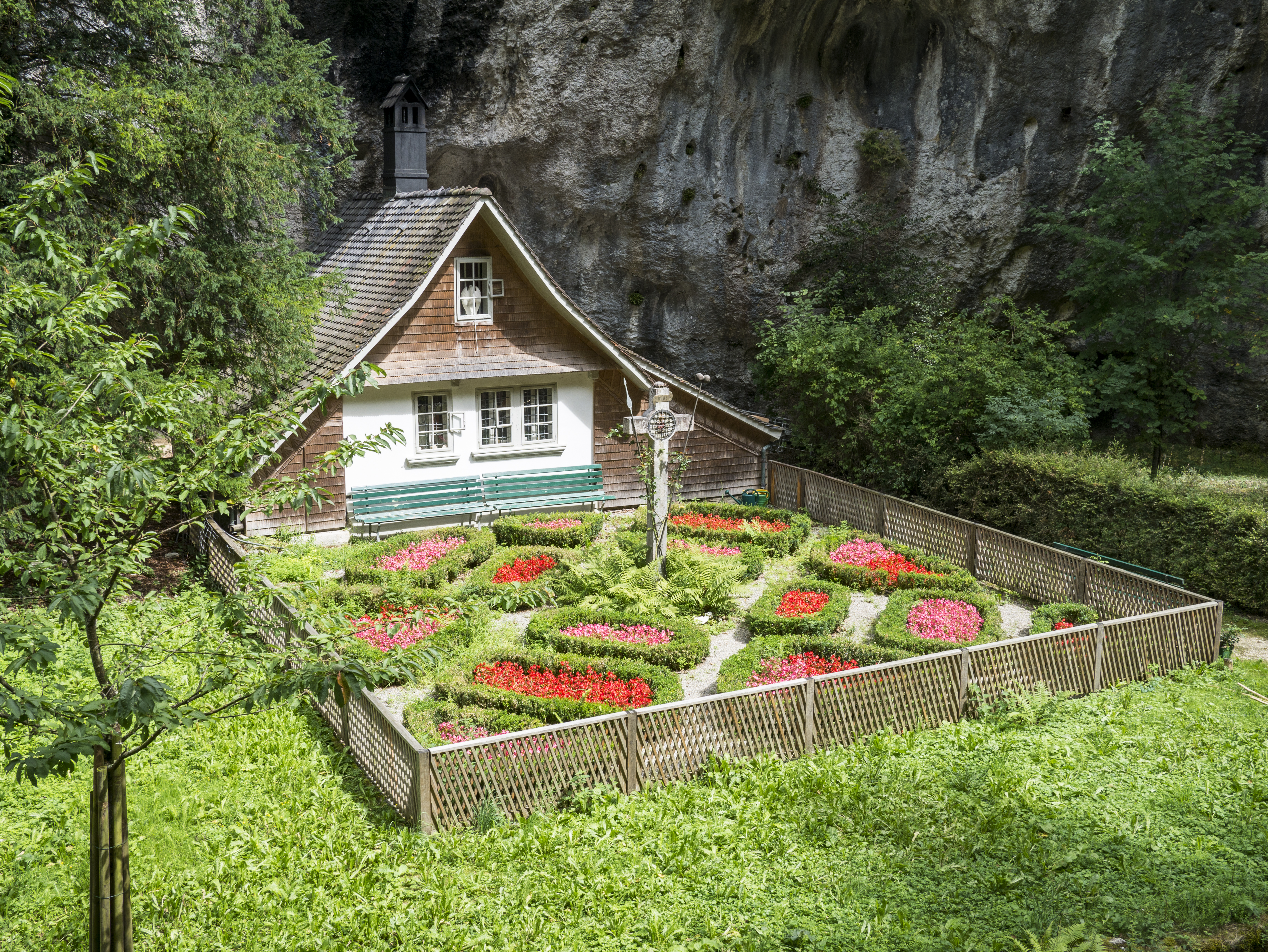
Einsiedelei St. Verena
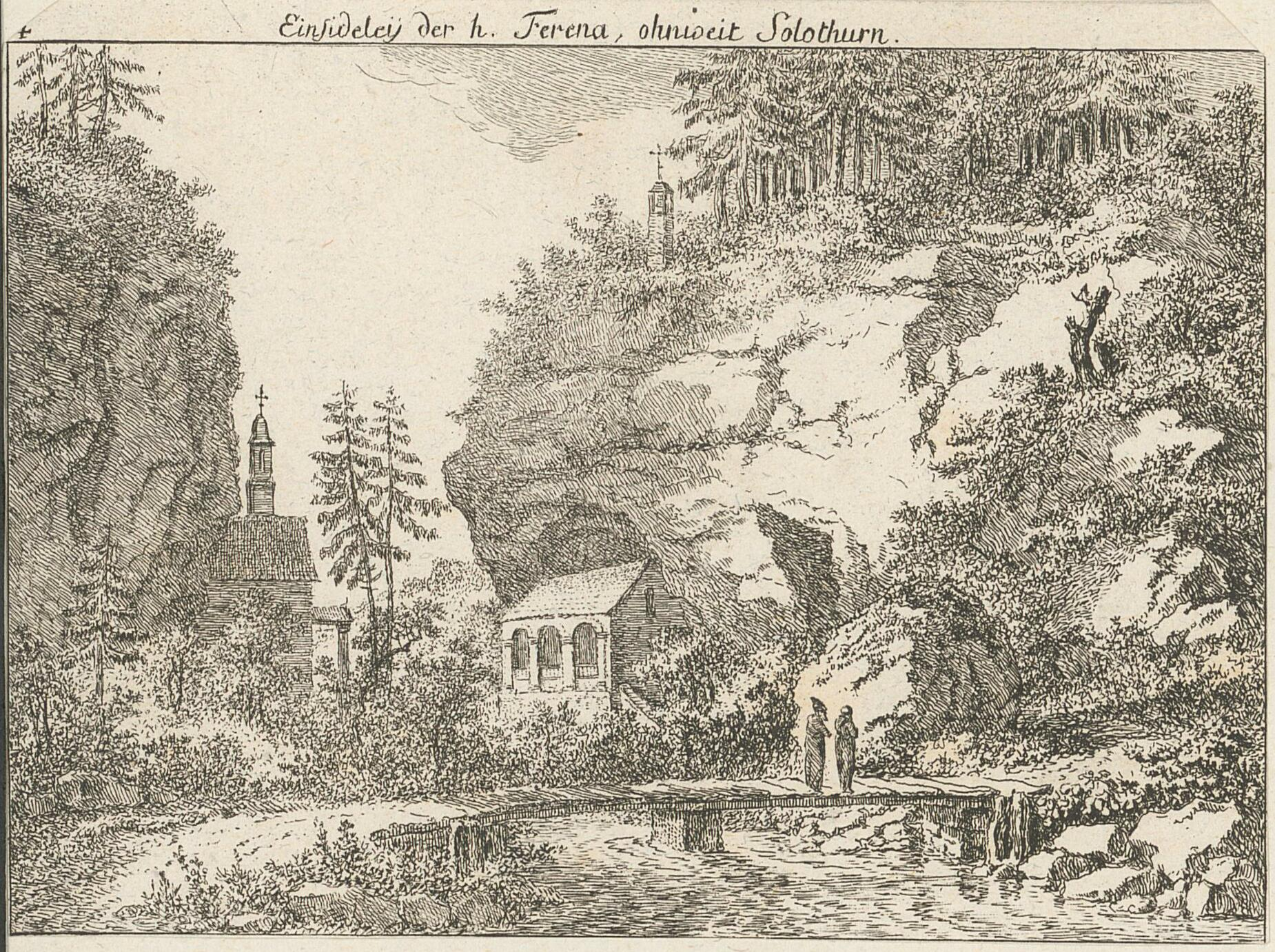
Einsideley der h. Ferena ohnweit Solothurn, um 1783
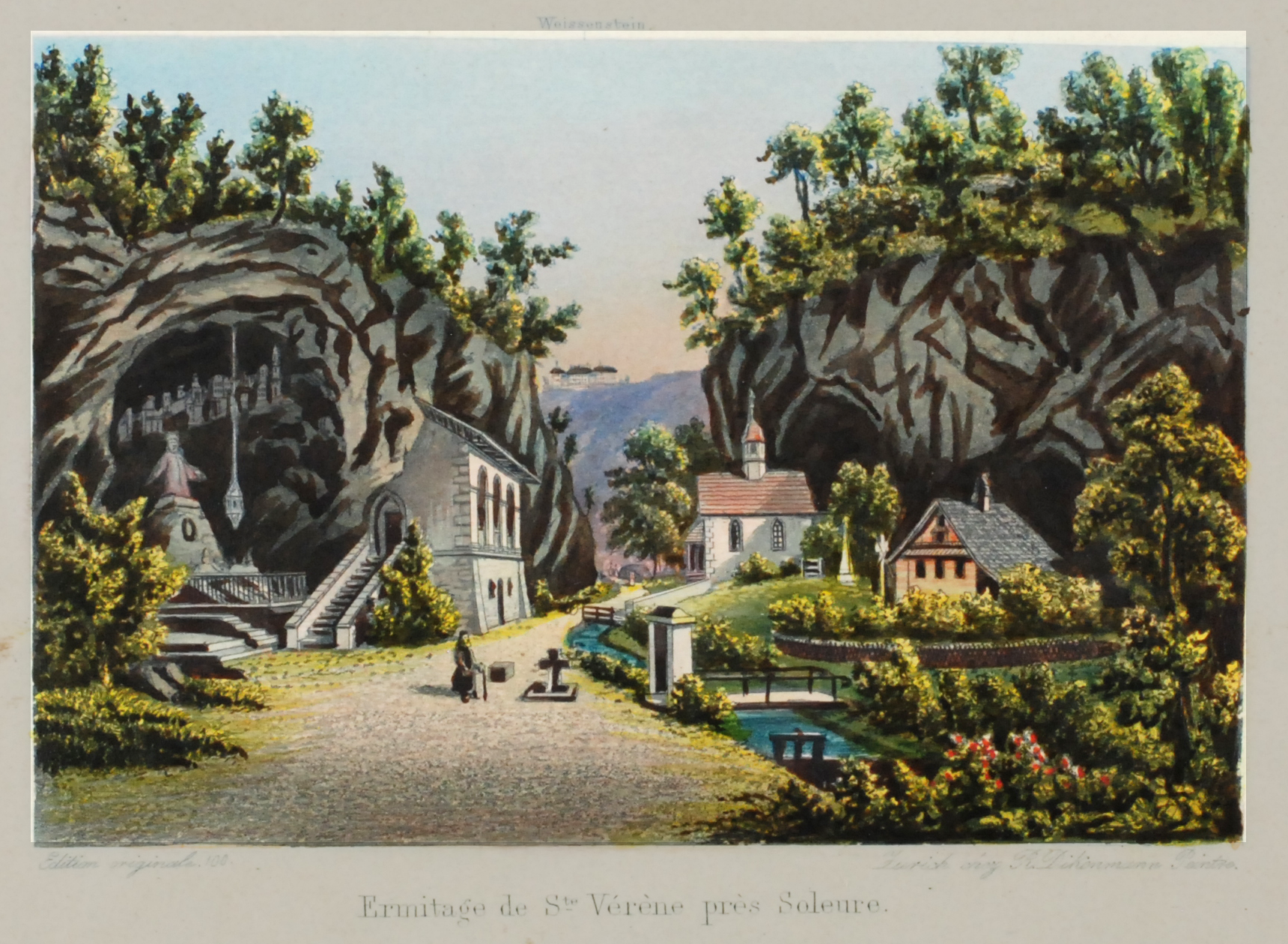
Aquatinta von Bruno Moll zwischen 1860 und 1880

- Martinskapelle
- Magdalenengrotte
- Einsiedelei St. Verena
- Einsideley der h. Ferena ohnweit Solothurn, um 1783
- Aquatinta von Bruno Moll zwischen 1860 und 1880